# Apostolischer Nuntius in Irland
Der Apostolische Nuntius in Irland ist der ständige Vertreter des Heiligen Stuhles (also des Papstes als Völkerrechtssubjekt) bei der Regierung des Staates Irland.

## Geschichte der Nuntiatur
Die Nuntiatur besteht seit 1929 in Dublin. Der Apostolische Nuntius hat den Rang eines Botschafters.

## Verzeichnis der Nuntien in Irland
- Paschal Robinson (27. November 1929 – 27. August 1948)
- Ettore Felici (2. September 1949 – 9. Mai 1951)
- Gerald Patrick Aloysius O’Hara (27. November 1951 – 8. Juni 1954)
- Albert Levame (16. Juni 1954 – 5. Dezember 1958)
- Antonio Riberi (19. Februar 1959 – 28. April 1962)
- Giuseppe Maria Sensi (10. Mai 1962 – 8. Juli 1967)
- Joseph Francis McGeough (8. Juli 1967 – März 1969)
- Gaetano Alibrandi (19. April 1969 – 1989)
- Emanuele Gerada (4. Februar 1989 – 17. Oktober 1995)
- Luciano Storero (15. November 1995 – 1. Oktober 2000)
- Giuseppe Lazzarotto (11. November 2000 – 22. Dezember 2007)
- Giuseppe Leanza (22. Februar 2008 – 15. September 2011)
- Charles John Brown (26. November 2011 – 9. März 2017)
- Jude Thaddeus Okolo (13. Mai 2017 – 1. Mai 2022)
- Luis Mariano Montemayor (seit 25. Februar 2023)